# Zakazane piosenki
Zakazane piosenki je studiové album polského punkového hudebníka Pawła Kukize, vydané 4. listopadu 2014 společností Sony Music Entertainment Poland. Album dosáhlo na polských grafech nejprodávanějších hudebních alb čísla 14 (OLiS).
Bylo to poslední hudební album Pawła Kukize vydané společností Sony Music Entertainment Poland, protože společnost zrušila smlouvu s Kukizem kvůli jeho politickému závazku.

## Seznam skladeb
1. Dnia czwartego czerwca – 2:39
2. Nastolatek, czyli dejavu – 2:21
3. Kundelek Antka Policmajstra – 3:26
4. KGMO – 3:40
5. Wasz Wódz – 2:35
6. Lolo Brukselka – 2:46
7. Samokrytyka (dla Michnika) – 4:26
8. Rozmowy u Sowy – 2:21
9. Trzeba to zagłuszyć – 2:32
10. JOW! – 2:15
11. Moja ściana – 2:54
12. Siekiera-motyka – 0:30[4]

## Autor
- Paweł Kukiz – zpěv
- Wojciech „Amorek“ Cieślak – kytara
- Jacek Kasprzyk – kytara
- Krzysztof „Alladyn” Imiołczyk – klávesový nástroj
- Grzegorz „Zioło” Zioła – basová kytara
- Łukasz „Misiek” Łabuś – bicí souprava